# Skeena—Bulkley Valley
Circonscription électorale fédérale du Canada
Skeena—Bulkley Valley est une circonscription électorale fédérale canadienne de la Colombie-Britannique.

## Circonscription fédérale
La circonscription se situe au nord-ouest de la Colombie-Britannique et comprend la région Stikine, les districts régionaux de Kitimat-Stikine et de North Coast, et une partie des districts régionaux de Bulkley-Nechako et de Central Coast.  Les villes principales sont Prince Rupert, Bella Coola Terrace, Smithers et Kitimat. L'archipel Haïda Gwaïi est inclus dans ses limites.
Sa limite nord-ouest correspond à la frontière avec l'état d'Alaska, aux États-Unis. Au sud-ouest, elle est bordée par l'océan Pacifique et le bassin de la Reine-Charlotte.
Les circonscriptions limitrophes sont :
- à l'est : Prince George—Peace River—Northern Rockies
- au sud-est : Cariboo—Prince George
- au sud : North Island—Powell River[4].

## Historique
La circonscription est créée en 2003 à partir des circonscriptions de Skeena, d'une grande partie de Prince George—Bulkley Valley et d'une petite partie de Cariboo—Chilcotin. Ses limites ne sont pas changées lors du redécoupage de 2022.

## Députés
| Législature                                                                              | Années        | Député          | Député        | Parti         |
| ---------------------------------------------------------------------------------------- | ------------- | --------------- | ------------- | ------------- |
| Skeena—Bulkley Valley issue de Skeena, Prince George—Bulkley Valley et Cariboo—Chilcotin |               |                 |               |               |
| 38e                                                                                      | 2004–2006     |                 | Nathan Cullen | Néo-démocrate |
| 39e                                                                                      | 2006–2008     |                 | Nathan Cullen | Néo-démocrate |
| 40e                                                                                      | 2008–2011     |                 | Nathan Cullen | Néo-démocrate |
| 41e                                                                                      | 2011–2015     |                 | Nathan Cullen | Néo-démocrate |
| 42e                                                                                      | 2015–2019     |                 | Nathan Cullen | Néo-démocrate |
| 43e                                                                                      | 2019–2021     | Taylor Bachrach |               | Néo-démocrate |
| 44e                                                                                      | 2021–2025     | Taylor Bachrach |               | Néo-démocrate |
| 45e                                                                                      | 2025–en cours |                 | Ellis Ross    | Conservateur  |

## Résultats électoraux
Modèle:Élection générale canadienne de 2025 — Skeena—Bulkley Valley